# 海岛大亨 (游戏)
《海岛大亨》是一款由PopTop Software公司制作、Gathering of Developers发行的岛屿模拟经营类游戏。本游戏是海岛大亨系列首作。本游戏于2001年4月在Windows发行。
玩家控制着一个半民主、类似香蕉共和国的岛屿国家。游戏中运用了幽默的手法，同时还参考了这些话题：集权主义、选举舞弊、强大的公司干预和超级大国的冷战。遊戲中所影射的真實人物包括切·格瓦拉、菲德爾·卡斯楚及皮諾契特等。